# Ракел Уелч
Ракел Уелч (на английски: Jo Raquel Tejada) е американска актриса, секс символ и автор на книги. 

## Биография
Майка ѝ е от английски произход, а баща ѝ от боливийски. От 7 до 17-годишна възраст се занимава с балет. Променя фамилното си име на Уелч след първия си брак през 1959 година. След първия си развод се установява в Лос Анджелис с двете си деца и започва да получава малки роли в телевизията и киното. Големият ѝ пробив е през 1966 година с филма „Милион години пр. Хр.“. През 1975 година печели Златен глобус за ролята си във филма „Тримата мускетари“. Има общо четири брака. През 2000-те е известна най-вече като лице на рекламата за слънчеви очила на Фостър Грант.

## Избрана филмография
| Година | Филм                         | Оригинално заглавие     | Роля                    | Режисьор        |
| ------ | ---------------------------- | ----------------------- | ----------------------- | --------------- |
| 1966   | Милион години пр. Хр.        | One Million Years B.C.  | Лоана                   | Дон Чефи        |
| 1966   | Фантастичното пътуване       | Fantastic Voyage        | Кора                    | Ричард Флейшър  |
| 1968   | Бандолеро!                   | Bandolero!              | Мария Стоунър           | Андрю Маклаглън |
| 1970   | Майра Брекинридж             | Myra Breckinridge       | Майра Брекинридж        | Майкъл Сърн     |
| 1971   | Хани Колдър                  | Hannie Caulder          | Хани Колдър             | Бърт Кенеди     |
| 1977   | Животното                    | L'Animal                | Джейн Гарднър           | Клод Зиди       |
| 2001   | Професия блондинка           | Legally Blonde          | Г-жа Уиндхам-Вандърмарк | Робърт Лукетич  |
| 2001   | Тортила                      | Tortilla Soup           | Ортенсия                | Мария Рипол     |
| 2017   | Как да бъдеш латино любовник | How to Be a Latin Lover | Селесте                 | Кен Марино      |